# Abraham Ciświcki
Abraham Ciświcki herbu Wieniawa (ur. ok. 1593, zm. 1643) – kasztelan bydgoski i śremski.
Rodzina Ciświckich herbu Wieniawa pochodzi z Ciświcy w powiecie pyzdrskim. Syn Jana (1560-1597) i Doroty Zbąskiej. Poślubił Annę Rydzyńską. Z małżeństwa urodzili się synowie: Marcin, Franciszek Władysław, kasztelan dobrzyński i międzyrzecki i Piotr, scholastyk poznański i kanonik gnieźnieński.
Poseł na sejm 1620 roku i sejm 1621 roku z województwa poznańskiego i kaliskiego. W latach (1621-1627) piastował urząd kasztelana bydgoskiego. Od 1627 do 1643 sprawował urząd kasztelana śremskiego. Poseł na sejm 1631 roku z województwa poznańskiego i kaliskiego. Był deputatem na trybunał koronny i komisarzem do zapłaty wojska (1638). W 1632 był elektorem Władysława IV Wazy z województwa poznańskiego, podpisał jego pacta conventa. Przebudował zamek w Zbąszyniu w prawdziwą fortecę.